# Vils (Naab)
La Vils est une rivière d'Allemagne d'une longueur de 87 km qui coule dans le land de Bavière. Elle est un affluent de la Naab et donc un sous-affluent du Danube.